# Типтон (округ, Теннесси)
Округ Типтон (англ. Tipton County) располагается в штате Теннесси, США. Официально образован 29 октября 1823 года. По состоянию на 2010 год, численность населения составляла 61 081 человек.

## География
По данным Бюро переписи США, общая площадь округа равняется 1225,071 км2, из которых 1186,221 км2 — суша, и 15,000 км2, или 3,200 % — это водоёмы.

## Население
По данным переписи населения 2000 года в округе проживает 51 271 житель в составе 18 106 домашних хозяйств и 14 176 семей. Плотность населения составляет 43,00 человека на км2. На территории округа насчитывается 19 064 жилых строения, при плотности застройки около 16,00-ти строений на км2. Расовый состав населения: белые — 77,86 %, афроамериканцы — 19,90 %, коренные американцы (индейцы) — 0,38 %, азиаты — 0,37 %, гавайцы — 0,06 %, представители других рас — 0,38 %, представители двух или более рас — 1,04 %. Испаноязычные составляли 1,21 % населения независимо от расы.
В составе 39,60 % из общего числа домашних хозяйств проживают дети в возрасте до 18 лет, 60,20 % домашних хозяйств представляют собой супружеские пары, проживающие вместе, 13,90 % домашних хозяйств представляют собой одиноких женщин без супруга, 21,70 % домашних хозяйств не имеют отношения к семьям, 18,70 % домашних хозяйств состоят из одного человека, 7,40 % домашних хозяйств состоят из престарелых (65 лет и старше), проживающих в одиночестве. Средний размер домашнего хозяйства составляет 2,78 человека, и средний размер семьи — 3,17 человека.
Возрастной состав округа: 29,30 % — моложе 18 лет, 8,60 % — от 18 до 24, 30,40 % — от 25 до 44, 21,80 % — от 45 до 64, и 21,80 % — от 65 и старше. Средний возраст жителя округа — 34 года. На каждые 100 женщин приходится 97,00 мужчин. На каждые 100 женщин старше 18 лет приходится 93,20 мужчин.
Средний доход на домохозяйство в округе составлял 41 856 USD, на семью — 46 807 USD. Среднестатистический заработок мужчины был 35 611 USD против 23 559 USD для женщины. Доход на душу населения составлял 17 952 USD. Около 10,30 % семей и 12,10 % общего населения находились ниже черты бедности, в том числе — 16,30 % молодёжи (тех, кому ещё не исполнилось 18 лет) и 17,70 % тех, кому было уже больше 65 лет.